# La Chapelle-sous-Brancion
Pour les articles homonymes, voir La Chapelle.
La Chapelle-sous-Brancion est une commune française située dans le département de Saône-et-Loire, en région Bourgogne-Franche-Comté.

## Géographie
La Chapelle-sous-Brancion est une commune du Tournugeois.

### Climat
Pour des articles plus généraux, voir Climat de la Bourgogne-Franche-Comté et Climat de Saône-et-Loire.
En 2010, le climat de la commune est de type climat des marges montargnardes, selon une étude du Centre national de la recherche scientifique s'appuyant sur une série de données couvrant la période 1971-2000. En 2020, Météo-France publie une typologie des climats de la France métropolitaine dans laquelle la commune est exposée à un climat semi-continental et est dans la région climatique Bourgogne, vallée de la Saône, caractérisée par un bon ensoleillement (1 900 h/an), un été chaud (18,5 °C), un air sec au printemps et en été et des vents faibles.
Pour la période 1971-2000, la température annuelle moyenne est de 10,8 °C, avec une amplitude thermique annuelle de 17,9 °C. Le cumul annuel moyen de précipitations est de 1 009 mm, avec 9,9 jours de précipitations en janvier et 7,8 jours en juillet. Pour la période 1991-2020, la température moyenne annuelle observée sur la station météorologique de Météo-France la plus proche, « Jalogny_sapc », sur la commune de Jalogny à 20 km à vol d'oiseau, est de 11,2 °C et le cumul annuel moyen de précipitations est de 873,4 mm. 
La température maximale relevée sur cette station est de 39,6 °C, atteinte le 12 août 2003 ; la température minimale est de −21,6 °C, atteinte le 17 janvier 1985,,.
Les paramètres climatiques de la commune ont été estimés pour le milieu du siècle (2041-2070) selon différents scénarios d'émission de gaz à effet de serre à partir des nouvelles projections climatiques de référence DRIAS-2020. Ils sont consultables sur un site dédié publié par Météo-France en novembre 2022.

## Urbanisme

### Typologie
Au 1er janvier 2024, La Chapelle-sous-Brancion est catégorisée commune rurale à habitat dispersé, selon la nouvelle grille communale de densité à sept niveaux définie par l'Insee en 2022.
Elle est située hors unité urbaine. Par ailleurs la commune fait partie de l'aire d'attraction de Tournus, dont elle est une commune de la couronne,. Cette aire, qui regroupe 14 communes, est catégorisée dans les aires de moins de 50 000 habitants,.

### Occupation des sols
L'occupation des sols de la commune, telle qu'elle ressort de la base de données européenne d’occupation biophysique des sols Corine Land Cover (CLC), est marquée par l'importance des territoires agricoles (75,8 % en 2018), en diminution par rapport à 1990 (77,3 %). La répartition détaillée en 2018 est la suivante : prairies (38,3 %), forêts (24 %), zones agricoles hétérogènes (21,1 %), terres arables (16,3 %), milieux à végétation arbustive et/ou herbacée (0,2 %). L'évolution de l’occupation des sols de la commune et de ses infrastructures peut être observée sur les différentes représentations cartographiques du territoire : la carte de Cassini (XVIIIe siècle), la carte d'état-major (1820-1866) et les cartes ou photos aériennes de l'IGN pour la période actuelle (1950 à aujourd'hui).

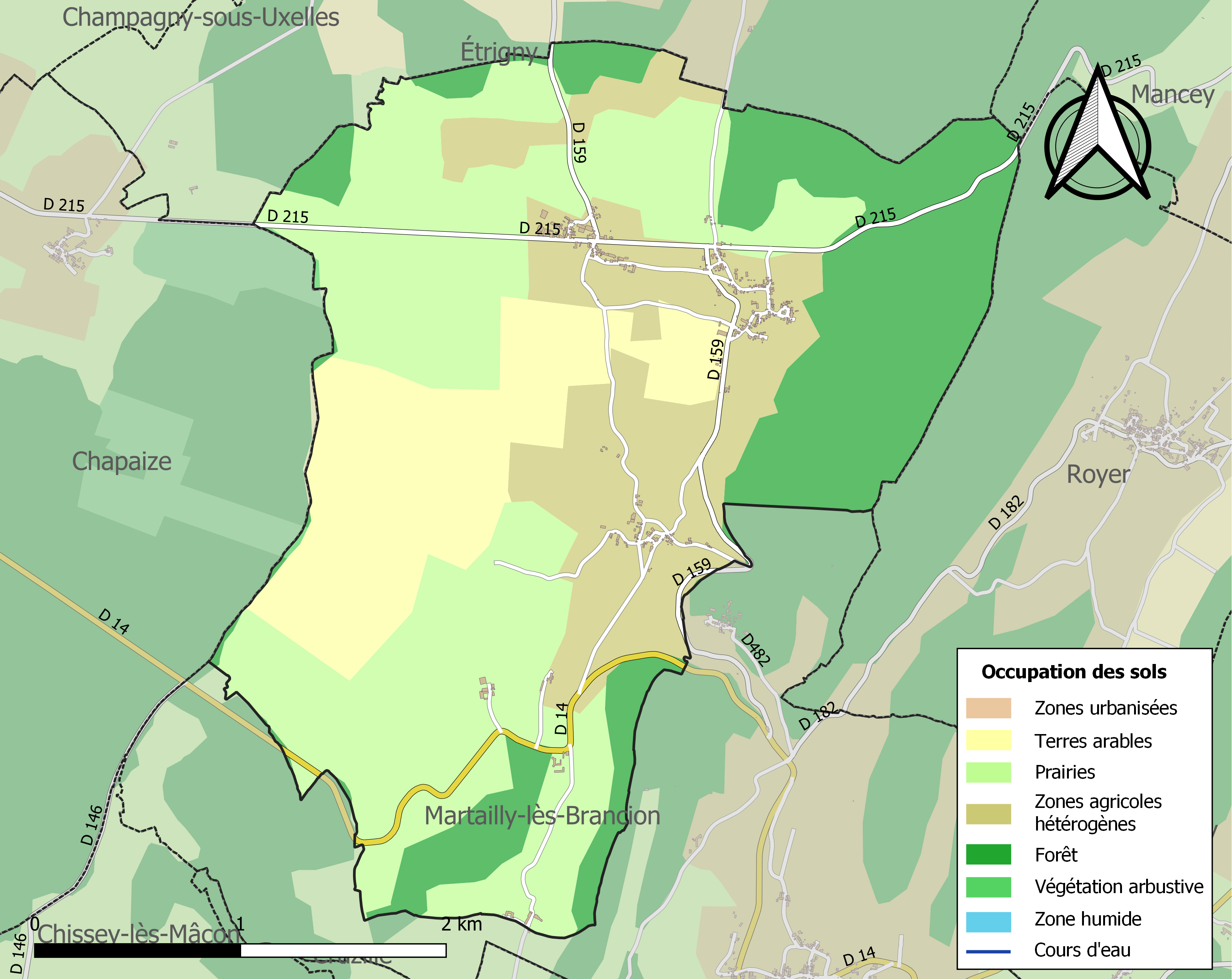
Carte des infrastructures et de l'occupation des sols de la commune en 2018 (CLC).

### Plan local d'urbanisme
L'urbanisme sur le territoire de La Chapelle-sous-Brancion est régi par un plan local d'urbanisme intercommunal (PLUi), document d’urbanisme dont le territoire d’effet n'est plus la commune mais l’intercommunalité du Mâconnais-Tournugeois, soit vingt-quatre communes membres.
Ce document stratégique traduit les principes d’aménagement du territoire et constitue un outil réglementaire fixant les règles de construction et d’occupation des sols applicables sur le territoire, d'où son contenu : un rapport de présentation retraçant le diagnostic du territoire, un projet d’aménagement et de développement durable (PADD) exposant la stratégie intercommunale, des orientations d’aménagement et de programmation (OAP) définissant les conditions d’aménagements de certains quartiers/ilots (cas particuliers), un règlement fixant les règles d’utilisation et de droit des sols ainsi que des annexes (plan de zonage, liste des servitudes, etc.).
Le PLUi du Mâconnais-Tournugeois, fruit d'un processus lancé par la communauté de communes en 2016, a été définitivement adopté par le conseil communautaire le 21 décembre 2023. Il est entré en vigueur le 12 mars 2024.

## Histoire
Une pierre levée se trouve sur La Chapelle-sous-Brancion, et des traces de forteresses gauloises à Brancion.

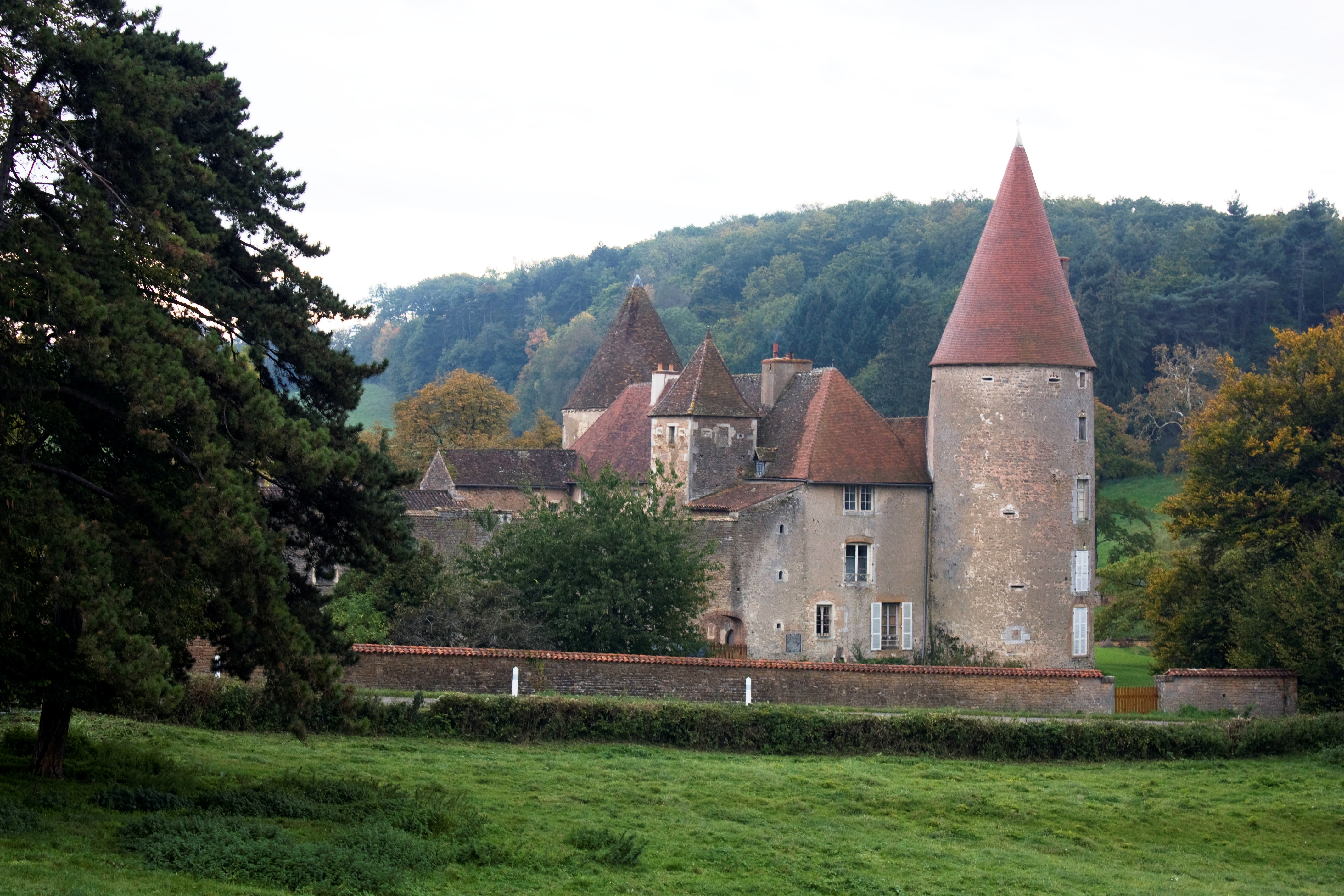
Le château de Nobles.

Un château est visible au hameau de Nobles.

## Politique et administration

### Tendances politiques et résultats

#### Élections présidentielles
Le village de La Chapelle-sous-Brancion place en tête à l'issue du premier tour de l'élection présidentielle française de 2017, Emmanuel Macron (LaREM) et François Fillon (LR) avec 24,18 % des suffrages. Mais lors du second tour, il s'agit de Emmanuel Macron (LaREM) avec 84,15 %.

#### Élections législatives
Le village de La Chapelle-sous-Brancion faisant partie de la quatrième circonscription de Saône-et-Loire, place lors du 1er tour des élections législatives françaises de 2017, Cécile Untermaier (PS) avec 33,77 % ainsi que lors du second tour avec 66,20 % des suffrages.
Lors du 1er tour des Élections législatives françaises de 2022, Cécile Untermaier (PS), députée sortante, arrive en tête avec 55,07 % des suffrages comme lors du second tour, avec cette fois-ci, 82,81 % des suffrages.

#### Élections régionales
Le village de La Chapelle-sous-Brancion place la liste « Écologistes et Solidaires » menée par Stéphanie Modde (EELV), en tête, dès le 1er tour des élections régionales de 2021 en Bourgogne-Franche-Comté, avec 34,88 % des suffrages. Lors du second tour, les habitants décideront de placer la liste de « Notre Région Par Cœur » menée par Marie-Guite Dufay, présidente sortante (PS) en tête, avec cette fois-ci, près de 64 % des suffrages. Loin devant les autres listes menées par Gilles Platret (LR) en seconde position avec 22 %, Julien Odoul (RN), troisième avec 8 % et en dernière position celle de Denis Thuriot (LaREM) avec 6 %. Il est important de souligner une abstention record lors de ces élections qui n'ont pas épargné Le village de la Chapelle-sous-Brancion avec lors du premier tour 62,81 % d'abstention et au second, 55,37 %.

#### Élections départementales
Le village de La Chapelle-sous-Brancion faisant partie du canton de Tournus place le binôme de Delphine Dugué (DVG) et Mickaël Maniez (DVG), en tête, dès le 1er tour des élections départementales de 2021 en Saône-et-Loire avec 51,22 % des suffrages. Lors du second tour, les habitants décideront de placer de nouveau le binôme de Delphine Dugué (DVG) et Mickaël Maniez (DVG), en tête, avec cette fois-ci, près de 50,94 % des suffrages. Devant l'autre binôme menée par Jean-Claude Becousse (DVD) et Colette Beltjens (DVD) qui obtient 49,06 %. Cependant, une fois les résultats centralisés, il s'agit du binôme de Jean-Claude Becousse (DVD) et Colette Beltjens (DVD) qui l'emporte. Il est important de souligner une abstention record lors de ces élections qui n'ont pas épargné le village de La Chapelle-sous-Brancion avec lors du premier tour 62,81 %  d'abstention et au second, 55,37 %.

### Liste des maires de la Chapelle-sous-Brancion
| Période                                  | Période                | Identité               | Étiquette | Qualité |
| ---------------------------------------- | ---------------------- | ---------------------- | --------- | --- |
| mars 2001                                | avril 2012 (démission) | Frédéric Muyard        |           | Réélu en mars 2008. Démissionna de ses fonctions de maire.                                                        |
| avril 2012                               | en cours               | Pierre-Michel Delpeuch |           | Réélu en mars 2014 et en mai 2020. Par ailleurs président du pays d'art et d'histoire « Entre Cluny et Tournus ». |
| Les données manquantes sont à compléter. |                        |                        |           | |

## Démographie

Les vignobles du Mâconnais.

L'évolution du nombre d'habitants est connue à travers les recensements de la population effectués dans la commune depuis 1793. Pour les communes de moins de 10 000 habitants, une enquête de recensement portant sur toute la population est réalisée tous les cinq ans, les populations de référence des années intermédiaires étant quant à elles estimées par interpolation ou extrapolation. Pour la commune, le premier recensement exhaustif entrant dans le cadre du nouveau dispositif a été réalisé en 2008.

En 2022, la commune comptait 142 habitants, en évolution de +9,23 % par rapport à 2016 (Saône-et-Loire : −1,06 %, France hors Mayotte : +2,11 %).
| 1793 | 1800 | 1806 | 1821 | 1831 | 1836 | 1841 | 1846 | 1851 |
| ---- | ---- | ---- | ---- | ---- | ---- | ---- | ---- | ---- |
| 615  | 429  | 582  | 640  | 686  | 616  | 646  | 632  | 652  |

| 1856 | 1861 | 1866 | 1872 | 1876 | 1881 | 1886 | 1891 | 1896 |
| ---- | ---- | ---- | ---- | ---- | ---- | ---- | ---- | ---- |
| 621  | 575  | 571  | 568  | 570  | 562  | 514  | 412  | 397  |

| 1901 | 1906 | 1911 | 1921 | 1926 | 1931 | 1936 | 1946 | 1954 |
| ---- | ---- | ---- | ---- | ---- | ---- | ---- | ---- | ---- |
| 340  | 344  | 327  | 254  | 270  | 250  | 241  | 226  | 209  |

| 1962 | 1968 | 1975 | 1982 | 1990 | 1999 | 2006 | 2008 | 2013 |
| ---- | ---- | ---- | ---- | ---- | ---- | ---- | ---- | ---- |
| 181  | 175  | 121  | 153  | 149  | 139  | 127  | 123  | 129  |

| 2018 | 2022 | - | - | - | - | - | - | - |
| ---- | ---- | - | - | - | - | - | - | - |
| 137  | 142  | - | - | - | - | - | - | - |

## Culture locale et patrimoine

### Lieux et monuments

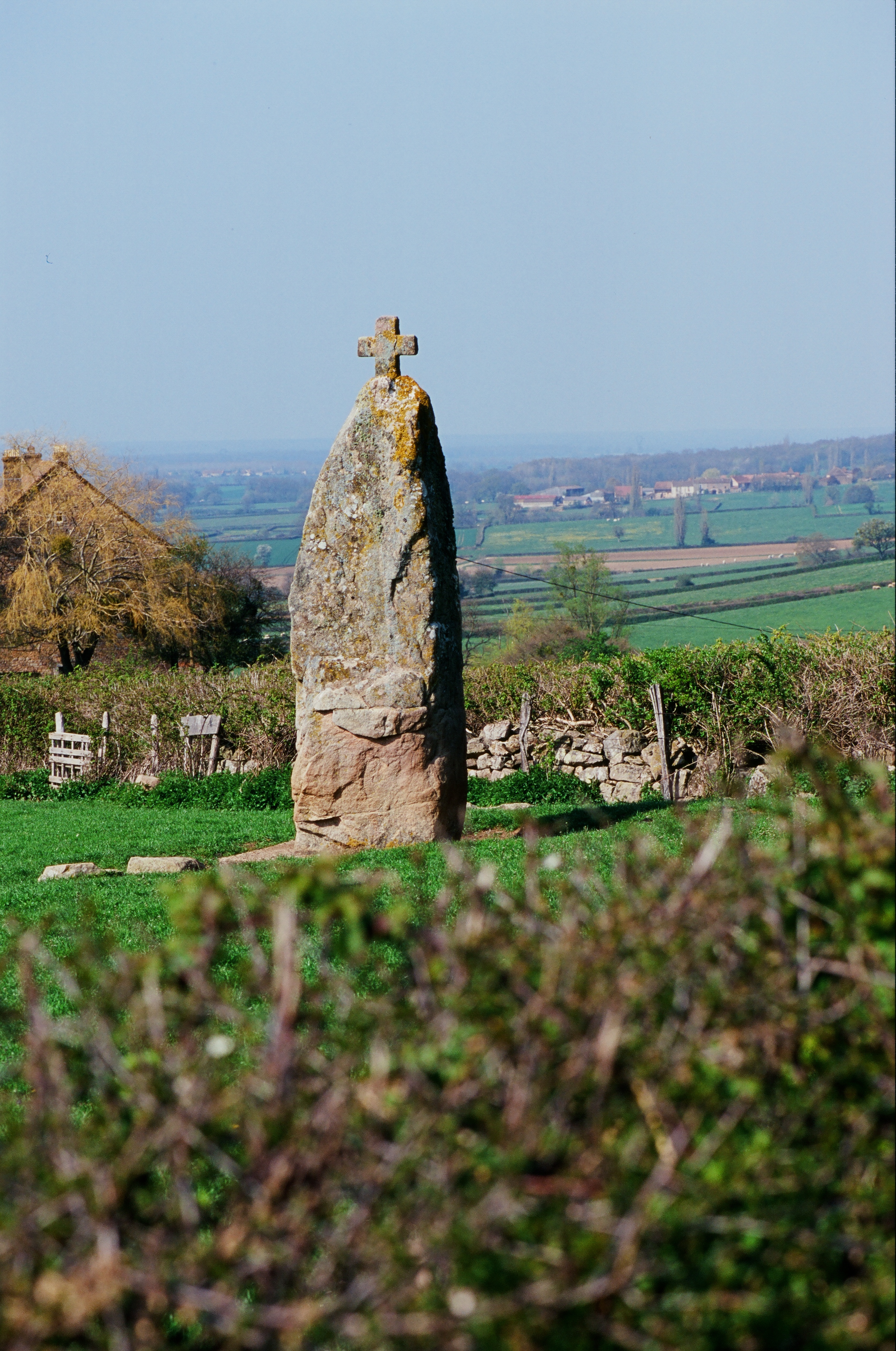
La pierre levée du champ de la Fa.

- Le château de Nobles, inscrit au titre des Monuments historiques depuis le 9 décembre 1946.
- L'église Notre-Dame-de-l'Assomption, édifice (inscrit MH en 1948) datant de la seconde moitié du XIIe siècle. La nef a été en partie reconstruite en 1893 (plans de l'architecte Blanc de Tournus, la base des murs romans a visiblement été conservée)[27]. Le cul-de-four de l'abside est orné d'une peinture murale exécutée sur le thème du couronnement de la Vierge (décor qui a été révélé à la suite d'une intervention effectuée en 2002)[28].
- La pierre levée du champ de la Fa, menhir christianisé.

## Pour approfondir